# Adriano Galliani
Adriano Galliani (Monza, 30 de julho de 1944) é um empresário e político italiano que serviu por muito tempo como vice-presidente e diretor executivo do Milan, de 1986 a novembro de 2013. Ele detém a distinção de ser um dos mais bem sucedidos gestores atuantes no futebol europeu. Durante seu mandato como diretor executivo, o Milan venceu cinco vezes a Liga dos Campeões da UEFA, oito vezes o Campeonato Italiano, entre outros títulos.